# Холонга (Тонгатапу)
Холонга (тонг. Holonga) — село в східному районі Тонгатапу в королівстві Тонга, розташоване між селами Малапо та Алакі.
Станом на 2016 рік у селі проживало 488 осіб у 89 садибах.